# Сікайн (округ)
Округ Сікайн — адміністративний округ на півдні області Сікайн, М'янма. Центром округу є місто Сікайн. Округ складається з 3 волостей:

Поділ округу на волості

- Сікайн[en][2]
- М'їнму[en]
- М'яунг[en]

## Зноски
1. ↑  «Burma: Second-Order Administrative Divisions (Districts)» The Permanent Committee of Geographic Names (PCGN), United Kingdom, from Internet Archive
2. ↑  SAGAING REGION, SAGAING DISTRICT Sagaing Township Report. The 2014 Myanmar Population and Housing Census Department of Population Ministry of Labour, Immigration and Population October 2017(англ.)